# Vascular-Leak-Syndrom

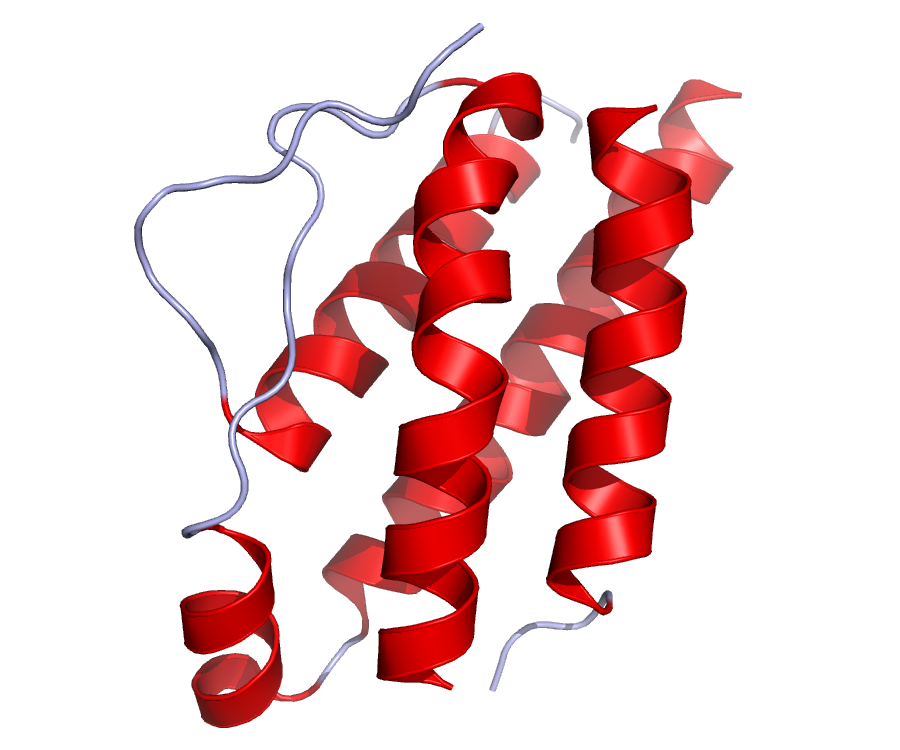
Bändermodell von Interleukin-2

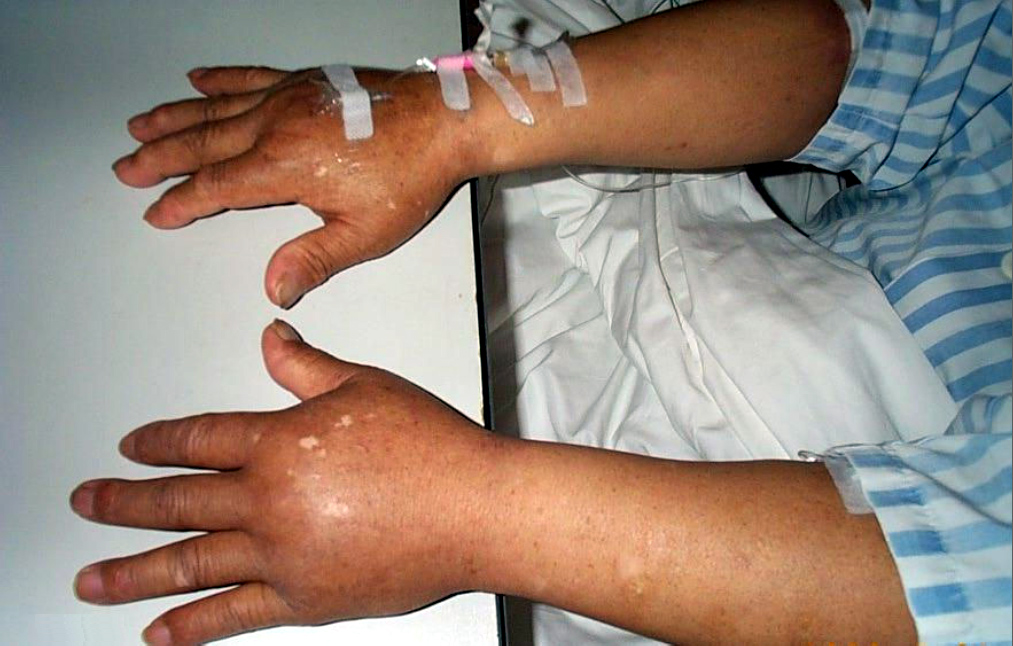
Ödem als Folge eines durch Interleukin-11 ausgelösten VLS

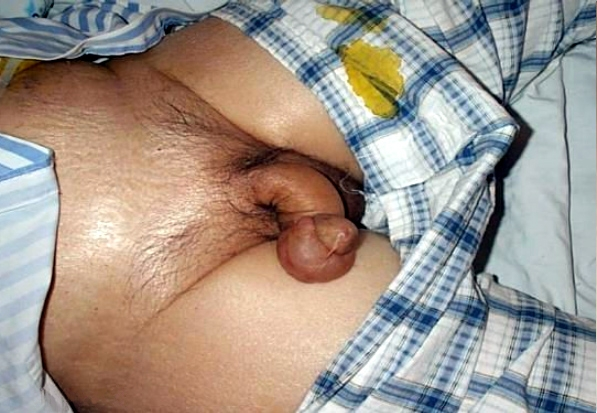
Penisödem als Folge eines durch Interleukin-11 ausgelösten VLS

Das Vascular-Leak-Syndrom (engl. vascular leak syndrome, VLS) ist eine bei der Behandlung mit Zytokinen – insbesondere Interleukin-2 – oder Immuntoxinen auf der Basis von Interleukin-2 zu beobachtende ernste Nebenwirkung.

## Beschreibung
Das Vascular-Leak-Syndrom ist ein durch eine Zunahme der Durchlässigkeit (engl. leak = ‚Leck‘, ‚Undichtigkeit‘) der Blutgefäße (engl. vascular = ‚Gefäß‘) bedingtes Syndrom. Die Durchlässigkeit der Blutgefäße hat eine Paravasation (Extravasation) von Flüssigkeit und Proteinen in das Interstitium zur Folge, was zu einem Ödem und letztlich zu einem letalen Organversagen führen kann. Entsprechend zeigen die betroffenen Patienten – bedingt durch die abnorme Ansammlung von Körperflüssigkeit – eine Zunahme an Körpergewicht („Wassersucht“), periphere Ödeme, Pleuraerguss, Perikarderguss (Herzbeutelerguss), Aszites (Bauchwassersucht) und Anasarka. In schweren Fällen kommt es zu Anzeichen von Herz- und Lungenversagen (ARDS). Je nach Patient können die Symptome bei gleicher Dosis des Therapeutikums (Interleukin-2 oder eines Immuntoxins) sehr stark variieren. Das Vascular-Leak-Syndrom begrenzt die Dosis bei einer Therapie mit Interkleukin-2, sowie von Immuntoxinen, und kann unter Umständen zum Abbruch der Therapie führen. Statistisch gesehen versterben etwa 3 % der Patienten, die mit Interleukin-2 behandelt werden, an den Folgen der Therapie.
Das Immuntoxin Denileukin Diftitox, das in den Vereinigten Staaten zur Behandlung therapierefraktärer kutaner T-Zell-Lymphome zugelassen ist, ist ein Immunkonjugat das aus Interleukin-2 und dem Diphtherietoxin besteht. Auch bei der Therapie mit diesem Arzneistoff kam es wegen des Vascular-Leak-Syndroms schon zu Todesfällen. Große Immuntoxin-Moleküle, die lange in der Blutbahn zirkulieren, begünstigen die Ausbildung eines Vascular-Leak-Syndroms.
Neuere, noch in der Entwicklung befindliche, Immuntoxine haben teilweise  eine veränderte Proteinstruktur, um das Problem des Vascular-Leak-Syndroms zu umgehen.
Bei einigen potenziellen Wirkstoffen hat das Auftreten des Vascular-Leak-Syndroms in frühen Phasen der klinischen Erprobung zur Einstellung der weiteren Erprobung geführt.

## Ursache
Die genaue Pathogenese des Vascular-Leak-Syndroms ist noch weitgehend unklar und offensichtlich sehr komplex. Schäden an den Endothelzellen der Blutgefäße sind der wesentliche Faktor bei einem durch Interleukin-2 verursachten VLS.
Die Endothelzellen der Blutgefäße können durch die Freisetzung von Leukozyten, anderen Zytokinen und inflammatorischen Botenstoffen, sowie Veränderungen der Zelladhäsion der Endothelien untereinander beziehungsweise zur extrazellulären Matrix, geschädigt werden. Auch die Apoptose (programmierter Zelltod) der Endothelien spielt eine Rolle.

## Therapie und Ansätze zur Vermeidung des VLS
Bisher gibt es keine wirksame Therapie des Vascular-Leak-Syndroms. Verschiedene Lösungsansätze zur Unterdrückung dieser unerwünschten Nebenwirkung von Interleukin-2 werden diskutiert und getestet, da Interleukin ein hochpotenter Wirkstoff ist, der über die Aktivierung des Immunsystems ein hohes therapeutisches Potenzial gegen Tumorerkrankungen (beispielsweise Nierenzellkarzinom und malignes Melanom), andere Krebserkrankungen wie Leukämien und Lymphome, sowie gegen Viruserkrankungen, wie beispielsweise AIDS, hat.
Hyaluronsäure, ein wichtiger Bestandteil des Bindegewebes, scheint beim Vascular-Leakage-Syndrom eine wesentliche Rolle zu spielen. Im Tiermodell konnte durch das Blockieren beziehungsweise durch Gen-Knockout von CD44, dem Hauptrezeptor von Hyaluronsäure, das Vascular-Leak-Syndrom deutlich unterdrückt werden.
Ein anderer Ansatz zur Vermeidung des Vascular-Leak-Syndroms besteht in der Vermeidung bestimmter Motive in der Peptidsequenz von Interleukin-2, die offensichtlich bei der Pathogenese vom VLS eine wichtige Funktion haben. Dieses Motiv ist vermutlich für die Bindung von Interleukin-2 an die Endothelzellen verantwortlich.
Bei Mäusen konnte durch die Gabe von Histamin die Überlebensrate nach der Verabreichung von Interleukin-2 erhöht werden.

## Weiterführende Literatur
- J. Li und Z. K. Zhang: LHRH-PE40-Induced Vascular Leak Syndrome. In: Toxicol Mech Methods. Band 16, 2006, S. 473–476, PMID 20021022
- A. Assier u. a.: Constitutive expression of IL-2Rbeta chain and its effects on IL-2-induced vascular leak syndrome. In: Cytokine. Band 32, 2005, S. 280–286. PMID 16378732.
- A. Assier u. a.: NK cells and polymorphonuclear neutrophils are both critical for IL-2-induced pulmonary vascular leak syndrome. In: Journal of Immunology. Band 172, 2004, S. 7661–7668, PMID 15187148.
- A. L. Lindstrom und C. A. Pennell: In vitro studies of ricin A-chain-induced vascular leak syndrome. In: Methods in Molecular Biology. Band 166, 2001, S. 125–135, PMID 11217363 (Review).
- E. S. Vitetta: Immunotoxins and vascular leak syndrome. In: The Cancer Journal. Band 6, 2000, S. 218–224. PMID 10874491
- J. U. Bascon: Vascular leak syndrome: a troublesome side effect of immunotherapy. In: Immunopharmacology. Band 39, 1998, S. 255–257, PMID 9754911.
- L. H. Pai u. a.: Treatment of advanced solid tumors with immunotoxin LMB-1: An antibody linked to pseudomonas extotoxin. In: Nature Medicine. Band 2, 1996, S. 350–353, PMID 8612238.